# インテリジェント・デザイン
インテリジェント・デザイン（英: intelligent design）とは、生物や宇宙の構造の複雑さや緻密さを根拠に、「知性ある何か」によって生命や宇宙の精妙なシステムが設計されたとする理論。しばしばID、ID論と略される。またID論を主張する人物をIDer（インテリジェント・デザイナー）と呼ぶ。

## 概要
『宇宙・自然界にみられる精巧さや複雑さは機械的・非人称的な自然的要因だけではすべての説明はできず、そこには「デザイン」すなわち構想、意図、意志、目的といったものが働いていることを科学として認めよう』という理論・運動である。
創造論とインテリジェント・デザインは似ているがやや異なっている。創造論は、クリスチャン（やムスリムなど）が聖書（やクルアーンなど）を信じ「聖書は神ヤハウェの言葉であり、聖書の記述は全て正しい。創世記に書かれている天地創造や生命の創造に関する記述も正しい。よって宇宙も地球も地球上の生命もすべて神ヤハウェによって創造された」と信じて自然を眺める考え方である。それに対してインテリジェント・デザインは、まず自然の領域を積極的に観察することから出発し、生命の中に精妙さ、高度さがあることを認め、驚嘆し、そこから「こんなに精妙なことは自然に起きるはずがない。だとすると、地球上の生命は知能の高い設計者によってデザインされたはずだ。この精妙さは、知能ある何かが関与した証拠だ」という推論を行い結論に達するという考え方である。よって、両者は思考のスタートが異なっているが、生命は誰かによって設計されたという点で同じ結論に至る。
近代においては18世紀の弁証論者ウィリアム・ペイリーが提唱したとされている。ペイリーは、正確に時を刻む精巧な懐中時計から時計職人の存在が連想されるように、自然界の秩序と複雑性から宇宙の設計者の存在を連想せずにいられないと主張した。
1990年代にはアメリカの反進化論団体、一部の科学者などが提唱。一例としてリーハイ大学の教授マイケル・ベーエがいる。
宗教的な論説の創造論から宗教的な表現を除き、一般社会や学校教育などにも広く受け入れられるように意図したもので、宗教色を抑えるために、宇宙や生命を設計し創造した存在を「神」ではなく「偉大なる知性」と記述することが特徴である。これにより、非キリスト教徒に対するアピールを可能とし、ユダヤ教徒やヒンドゥー教徒、イスラム教徒の支持者を得ている。また宗教色を薄めることで、政教分離原則を回避しやすくなる（公教育への浸透など）。
旧約聖書によれば「全ての人間の祖先であるアダムは神によって作られ、その妻イヴはアダムの肋骨から造られた」とされ、ユダヤ教徒やキリスト教徒の間では長い間これが信じられてきた。しかし、ダーウィンの進化論が認知され、「原始的な動物が次第に進化して人間になった」と考えられるようになると、聖書の記述をどのように解釈するかについて議論が起こった。インテリジェント・デザインでは、地球が創造されてからわずか数千年しか経たないという「若い地球説」は採用せず、「その過程は偉大なる知性の操作によるものである」として、宗教色を薄めつつも「偉大なる知性」を神と解釈できる余地を残している。
米国でインテリジェント・デザインを公教育の理科の時間にも取り入れようとする動きがあり、ジョージ・ブッシュなどもIDを支持し「平等のため、進化論のみならずインテリジェント・デザインも学校の理科の時間で教えるべきだ」と主張した。こうした動きが議論を起こした。
一方、インテリジェント・デザインは科学とは別の「道徳的な問題」を扱う際のツール（道具もしくは根拠）であり、実際の自然科学と共存する思想であるとする論者もある。これは、「人々が倫理や道徳を考える際に有用な考え方であることが経験的に知られているように、インテリジェント・デザインも自然科学を否定するものではなく、あくまで方便に過ぎないのだ」という主張である。

## 反応

### 科学者
アメリカ合衆国カンザス州での、進化論と同時にインテリジェント・デザインを学校で教育すべきである、という推進派の主張に対し、「これは科学の議論ではない」、「科学と宗教は全く違うもので、議論自体がナンセンスだ」との意見があった。
進化論を支持する生物学者リチャード・ドーキンスは、一神教的宗教を攻撃する著作を発表した。

### カトリック教会
カトリック教会を始めとする宗教界ではインテリジェント・デザインは受け入れられていない。一般に誤解されがちだが、カトリックでは進化論は否定されておらず、むしろ、ヨハネ・パウロ2世が進化論を概ね認める発言を残している。というのも、進化論は必ずしも創造論を否定するものではなく、進化論が生命の起源にまで及ばない以上、そこに神の存在を見出すことが可能である（進化論を肯定しても原初の生物は神が作ったという解釈が可能）と主張する。つまり、インテリジェント・デザインは、たとえ神に置き換える余地があっても、そこを「偉大なる知性」と置き換えてしまうために、彼らにとっては進化論よりも神の存在を脅かすとされる。

### ID創造論否定論者
生物学の分野でも、創造科学者は極めて精妙な生物の細胞や器官のしくみを例に挙げて、「複雑な細胞からなる生体組織が進化、自然淘汰などによってひとりでにできあがったとは考えられない。従って創造に際しては『高度な知性』によるデザインが必要であった」と主張するようになってきた。この主張は、伝統的な神の存在証明のひとつである「デザイン論証」に倣っている。しかし、創造論に反対する立場からは、
- 主張を支持する具体的な根拠が提示されていない
- 複雑な細胞を無から創造する事の出来る存在はどのように生じたのか[注 2]

という新たな疑問が発生するため、「“人智を超えた高度な知性”の存在が証明出来ない限り、単に問題を先送りにしたに過ぎない」、「単に神をそのままでは教えられないために『偉大なる知性』という別の言葉に置き換えて宗教色を覆い隠したに過ぎない」とする批判がなされている。
また、現実には生物学上「複雑な器官等が突如、出現した」という証拠は全くない、原始的な器官から複雑な器官への橋渡しを示すような中間形態を持つ生物も存在しており、結局、進化の中で徐々に複雑化してきたと考える事に矛盾は見つからない、と主張する。

### ID創造論肯定論者
米国の生化学者マイケル・ベーエやかつては高名な無神論者であったアントニー・フルーらによって、「インテリジェント・デザイン論は宗教とは無関係で科学的な根拠に基づく科学的な主張である」との主張が展開されている。
ベーエは「生化学レベルでは進化の結果としては十分説明できないほど複雑な構造が存在する」と言う概念を『還元不能な複雑さ（Irreducible complexity）』と呼び、進化への反証であると主張している。
また、81歳で無神論から転じたアントニー・フルーは、「生物学者たちによるDNAの研究により、生命を引き起こすために必要な信じ難い程の複雑な配列が解明されており、その様な暗号情報成立の為には何らかの知的存在の関与が必須なのである。」と主張する。

### ヘンダーソンらの風刺
米国のボビー・ヘンダーソンはカンザス州教育委員会の動きを見て、2005年6月、IDを批判するために自分のウェブサイトにパロディ宗教（冗談宗教）の「空飛ぶスパゲッティ・モンスター教」のコンセプトを掲載し、前述のブッシュのコメントを皮肉り、「平等のため『スパゲッティ・モンスター』が人類を作ったという説も学校の理科の時間で教えるべき」であり、「ブッシュ大統領を始めとしたインテリジェント・デザイン論者たちは我等が空飛ぶスパゲッティ・モンスター教を学校教育に採り入れるために戦ってくれているのだ」と主張した。

### 産経新聞
『産経新聞』は特集記事を組んで、創造科学を肯定する側の意見を載せた。この特集は後述する渡辺久義に対するインタビュー記事で、「この理論は多くの科学者が支持しており、IDを推進しているのはキリスト教右派、宗教勢力だと言う主張はIDを快く思わない人間の妄言である。IDを教えず、仮説に過ぎない進化論を公認の学説として扱うのは思考訓練の機会を奪ってしまう」「人の祖先は猿だと教えれば、子ども達に人間としての尊厳が育てられない」と言う趣旨であり、締め括りは「進化論はマルクス主義と同じく唯物論的であるため、人間の尊厳を無視しており歴史、道徳の教育にとって良くない。日本では進化論偏向教育によって日本神話等が弾圧された」として日本も学校でIDを教えるべきだと主張した。また、『NHKが考える「性のありよう」』と題し“人間は男か女に生まれる。性別は選べない。被造物の分際で性の「境界線」をなくすなど、不遜な冒涜であろう”と述べた潮匡人の発言を、コラム『断』（2009年1月17日付）に載せた。

### 統一教会の日本支部
創造デザイン学会という、創造科学やインテリジェント・デザインを扱う団体を、世界基督教統一神霊協会（以下、統一教会）の関連団体が主催するようになった。この会はやはり関連団体とされる組織である世界平和教授アカデミーが主催している。これはあくまで当人達が「学会」を自称しているだけで、日本学術会議が学会と認定した団体ではない。この「学会」は、「学会」の代表を務める渡辺久義（英文学者、摂南大学国際言語文化学部教授、京都大学名誉教授）は、統一教会系の日刊新聞『世界日報』や同じく統一協会の下部組織である国際勝共連合の月刊誌『世界思想』等でIDを肯定する発言を繰り返しており、前者では「誰がどう考えても、生命とか進化とか心（意識）の問題を物理力だけで説明できるとは思えない」と述べている。

## 社会への影響

### アメリカの社会問題
創造論は宗教的なものであるとして強力に排除されてきたアメリカでは、教育の現場で聖書主義を教えなくなった事が、今日のアメリカ社会の病巣の根源だとする考え方がある。一般社会に受け入れられるために宗教的な表現を排してでも、全てのものは偶然の産物ではなく意図を持って創造された、という考え方を広めるべきだとする人々に受け入れられているようである。しかし、人間の心の根源的な問題に関わる問題を宗教心なしで語る事は困難であり、創造論が広く受け入れられる事を良しとしながらも、聖書を基にしたものから聖書的表現を無くしたものは不自然であるとする意見もある。
論争を教えろ Teach the Controversy
2000年頃から、活発に活動するディスカバリー・インスティチュート (Discovery Institute) をはじめとするインテリジェント・デザインの主張団体が取り始めたキャンペーン。インテリジェント・デザイン自体を教えるのではなく、「進化論には不備があり、それに代わる理論があるのだという論争があることを教えよう」という内容。2005年のキッツミラー対ドーバー校区裁判で、インテリジェントデザインは学校で教えるべき科学的妥当性がないという判決が下って以来、論争を教えろキャンペーンが活性化した。この場合、必ずしも進化論の代替理論にインテリジェント・デザインが紹介されるわけではない。ディスカバリー・インスティチュートのジョージ・ギルダーは「インテリジェント・デザインには教えるべき中身がない」と主張する。このキャンペーンに対しては、インテリジェント・デザインの主張が果たして論争と呼ばれるに値するかという問題点や、そこにあるのは科学的議論ではないという問題点が指摘されている。

### 日本への影響
心臓外科医で埼玉医科大学准教授の今中和人は、人間の心臓の機能が優れている理由として、創造主の存在を考えており、進化論を公教育で教えることをやめるべきだ、とした。

### 肯定的な内容を掲載している文献
- 宇佐和通『インテリジェント・デザイン ID理論 ダーウィンの進化論は完全に間違っていた！！ 聖書原理主義の創造論でもない「第三の生命観」、ついに日本上陸！！』学習研究社〈Mu super mystery books〉、2009年3月。ISBN 978-4-05-404063-2。
- ジョナサン・ウェルズ『進化のイコン 破綻する「進化論」教育 生物教科書の絵は本物か？』渡辺久義（監訳）、創造デザイン学会（訳）、コスモトゥーワン、2007年5月。ISBN 978-4-87795-117-7。
- 久保有政『天地創造の謎とサムシンググレート 「進化論」と「インテリジェント・デザイン理論」 宇宙と生命体をデザインしたのはだれか！？』学習研究社〈Mu super mystery books〉、2009年4月。ISBN 978-4-05-404102-8。
- ベンジャミン・ワイカー、ジョナサン・ウィット『意味に満ちた宇宙 芸術と科学が明らかにする自然の叡智』原田正・高木哲一・渡辺久義（訳）、アートヴィレッジ、2008年6月。ISBN 978-4-901053-68-6。
- 渡辺久義、原田正『ダーウィニズム150年の偽装 唯物論文化の崩壊と進行するID科学革命』アートヴィレッジ、2009年9月。ISBN 978-4-901053-79-2。

### 否定的な内容を掲載している文献
- ロバート・アーリック「第3章 インテリジェント・デザイン説は科学か？」『怪しい科学の見抜きかた 嘘か本当か気になって仕方ない8つの仮説』垂水雄二・阪本芳久（訳）、草思社、2007年12月。ISBN 978-4-7942-1662-5。
- マーティン・ガードナー「10 インテリジェント・デザイン運動――ダーウィンを目の仇（かたき）にする人たち」『インチキ科学の解読法 ついつい信じてしまうトンデモ学説』太田次郎（監訳）、光文社、2004年8月。ISBN 4-334-96170-3。 pp. 146-162.
- マイクル・シャーマー「第3部 進化論と創造論」『なぜ人はニセ科学を信じるのか UFO、カルト、心霊、超能力のウソ』岡田靖史（訳）、早川書房、1999年2月。ISBN 4-15-208212-7。 pp. 201-273.
  - マイクル・シャーマー『なぜ人はニセ科学を信じるのか』 1 奇妙な論理が蔓延するとき、岡田靖史（訳）、早川書房〈ハヤカワ文庫 NF 280〉、2003年8月。ISBN 4-15-050280-3。
  - マイクル・シャーマー「第3部 進化論と創造論」『なぜ人はニセ科学を信じるのか』 2 歪曲をたくらむ人々、岡田靖史（訳）、早川書房〈ハヤカワ文庫 NF 281〉、2003年8月。ISBN 4-15-050281-1。
- リチャード・ドーキンス『悪魔に仕える牧師 なぜ科学は「神」を必要としないのか』垂水雄二（訳）、早川書房、2004年4月23日。ISBN 4-15-208565-7。
- リチャード・ドーキンス『神は妄想である 宗教との決別』垂水雄二（訳）、早川書房、2007年5月26日。ISBN 978-4-15-208826-0。
- リチャード・ドーキンス『進化の存在証明』垂水雄二（訳）、早川書房、2009年11月21日。ISBN 978-4-15-209090-4。
- 皆神龍太郎 著「本家トンデモ・インターネット活用ガイド」、と学会 編『トンデモ本の逆襲』洋泉社、1996年4月1日。ISBN 4-89691-208-X。 pp. 188-199 - Creation Research Societyを紹介している。
- 山本弘 ニセ科学を10倍楽しむ本 楽工社 ISBN 978-4903063416 ちくま文庫版　筑摩書房　2015年4月8日